# Mycetina brevis
Mycetina brevis is een keversoort uit de familie zwamkevers (Endomychidae). De wetenschappelijke naam van de soort werd in 1928 gepubliceerd door Gilbert John Arrow.